# Tunnel de Rolleboise
Le tunnel de Rolleboise est un des plus anciens tunnels ferroviaires de France. Ouvert en 1843 et long de 2 613 m, il se situe sur la ligne de Paris-Saint-Lazare au Havre, dans le département des Yvelines en région Île-de-France.

## Situation
Le tunnel se situe entre les points kilométriques (PK) 65,201 (tête du tunnel côté Paris) et 67,814 (tête du tunnel côté Bonnières-sur-Seine) de la ligne de Paris-Saint-Lazare au Havre, entre les gares de Rosny-sur-Seine et de Bonnières, la commune de Freneuse n'ayant pas de gare. Il est situé entre les communes de Rolleboise au sud-est 49° 00′ 52,76″ N, 1° 36′ 37,76″ E et de Freneuse au nord-ouest 49° 02′ 07,01″ N, 1° 35′ 35,71″ E. L'ouvrage est long de 2 613 m. Il permet à la ligne qui longe la Seine de couper à travers un éperon calcaire et ainsi d'éviter un méandre du fleuve. Le tunnel est très légèrement en pente à 3/1000 dans la direction du Havre.
Le terrain dans lequel a été creusé le tunnel est constitué par de la craie un peu sableuse appartenant au Santonien supérieur. Cependant, 800 mètres ont été taillés dans le roc et n'ont pas exigé, lors de la construction, de revêtement intérieur.
Il existe 53 niches dans le piédroit ainsi que six cheminées d'aération. Ces cheminées sont cylindriques et ne disposent pas de moyens d'extraction particuliers (ventilation naturelle). Les derniers travaux importants ont été réalisés en 1986 et consistaient à la réfection ainsi que l'abaissement de la plate-forme, et l'entretien des maçonneries.
En 2011, le tunnel voit passer chaque jour environ 180 trains dont 50 % de trafic fret. La vitesse y est limitée à 130 km/h.

## Histoire
Construit par l'entreprise Mackenzie et Brassey, sous la conduite de l'ingénieur Joseph Locke pour le compte de la Compagnie du chemin de fer de Paris à Rouen, les ouvriers travaillèrent vingt mois entre 1841 et 1843 sous une couche de calcaire de 85 mètres d'épaisseur ce qui permit de se passer, sur 800 m, du revêtement de brique habituellement posé à l'intérieur d'un tunnel.
La population craignant pour la prospérité de Rolleboise et des communes aux alentours, la construction du tunnel et du chemin de fer fut houleuse. La troupe dut être envoyée à Bonnières, Freneuse et Rolleboise pour assurer la sécurité des travailleurs du chemin de fer. En 1845, la totalité des aubergistes, conducteurs de diligences et de galiotes, postillons, rouliers, relais, etc. durent fermer leurs établissements ou abandonner leur poste ou leur travail.
Le tunnel est livré à la circulation le 3 mai 1843.
Dans sa revue satirique Les Guêpes d'août 1845, Alphonse Karr indique concernant le tunnel de Rolleboise : « Le tunnel de Rollebois, au moyen duquel on passe trois quarts de lieue sous terre, a été mal construit dans l'origine et la voûte laisse échapper quelques pierres tombant d'une grande hauteur et pourraient manquer de tuer ceux qui ne voulant pas payer 16 francs ou au moins 13 francs, seraient dans les wagons découverts... Lorsque le convoi arrive à Bonnières d'un côté ou à Rolleboise de l'autre, on arrête et on fait passer les voyageurs de 3e classe dans les wagons couverts...Ô humanité! Après quoi on les fait rentrer à leurs places, où ils ne seront plus exposés qu'à la pluie, au vent, aux flammèches des locomotives et aux pleurésies ».
Dans la nuit du 23 au 24 février 1848, durant la Révolution, un groupe d'anciens commerçants, aubergistes, charpentiers de bateaux, garçons d'écurie et de femmes incendièrent les guérites des gardes du chemin de fer, arrachèrent deux rails de 4,80 m à l'entrée du tunnel puis, le traversant en chantant La Marseillaise, les insurgés se saisirent du wagon royal qui était remisé à Bonnières, y mirent le feu en le repoussant dans la remise détruisant l'ensemble sans être inquiétés par les gardes nationaux de Bonnières, Freneuse et Bennecourt, qui étaient en armes et pensaient avoir affaire à une véritable armée d'insurgés parisiens ou rouennais. Ayant appris qu'il ne s'agissait que d'un petit groupe, ils n'arrivèrent sur place que pour constater les dégâts. Le lendemain, le parquet de Mantes procéda à une enquête amenant à l'arrestation de certains coupables.
Dans la nuit du 15 au 16 novembre 2010, un exercice exceptionnel de simulation s'est déroulé dans le tunnel. Cet exercice de sécurité mobilisant une centaine de personnes, a simulé le déraillement d'un train, avec l'évacuation des passagers de la rame immobilisée dans le noir. Il permit d'évaluer l'intervention des services de l'État en milieu périlleux. En 2010, le tunnel était emprunté par près de 10 000 usagers chaque jour.

## Citation

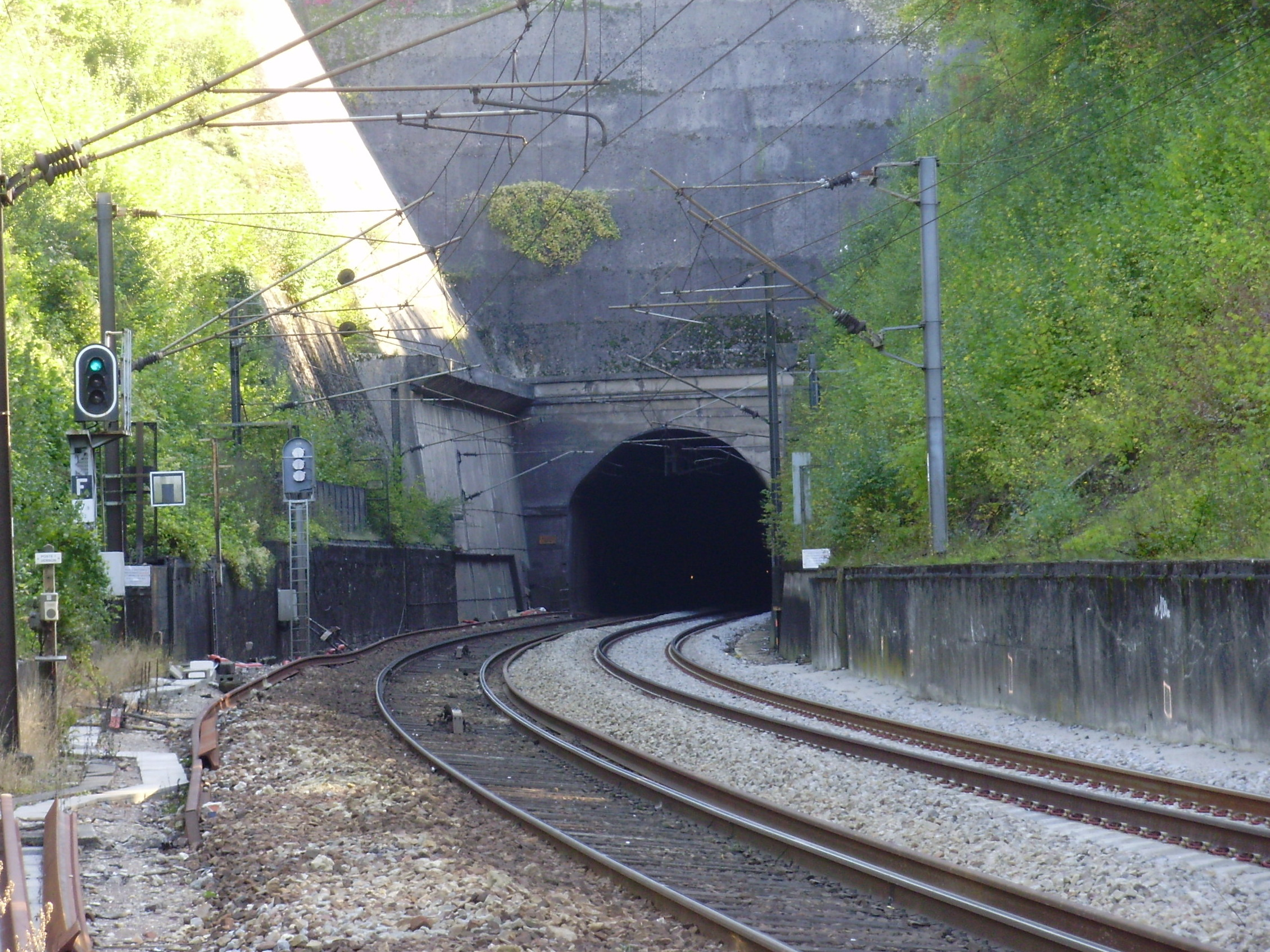
Entrée nord-ouest à Freneuse.

Le tunnel de Rolleboise est cité dans La Bête humaine d'Émile Zola :
« Après Mantes, il dut pousser la Lison, pour qu'elle montât une rampe assez forte, presque d'une demi-lieue. Puis, sans la ralentir, il la lança sur la pente douce du tunnel de Rolleboise, deux kilomètres et demi de tunnel, qu'elle franchit en trois minutes à peine...»

## Incident
Le 24 juin 2014, un train reliant Le Havre à Paris Saint-Lazare est resté immobilisé pendant plus de deux heures dans le tunnel. Une bâche, sans doute envolée d'une autre circulation, a entouré la caténaire ce qui a provoqué l'arrêt du train qui se trouvait à l'intérieur du tunnel. Trois cents voyageurs sont restés bloqués dans la pénombre durant ce laps de temps.